# Горячинск (село)
Горя́чинск (бур. Халуунта) — село в Прибайкальском районе Бурятии. Входит в сельское поселение «Туркинское». На территории села находится одноимённый курорт.

## География
Небольшой частью село расположено на берегу озера Байкал, основная находится в километре от побережья по северной стороне Баргузинского тракта в 175 км к северо-востоку от Улан-Удэ и в 7 км от центра сельского поселения — села Турка. Названо по целебным источникам на ручье Горячем на северной окраине села, где располагается первый на Байкале бальнеологический курорт с одноимённым названием. Песчаные пляжи, живописная бухта, озонированный морской воздух и горячие источники прекрасно подходят для отдыха и лечения. В районе села сложился особый микроклимат, несколько более тёплый зимой и прохладный летом.

## История
Село основано на месте источника «Туркинские минеральные воды» (в настоящее время Бальнеологический курорт «Горячинск»). Первые сведения о минеральном источнике Санкт-Петербургская академия наук получила во второй половине XVIII века, когда в 1767 году целебный ключ посетил академик Э. Л. Лаксман. В 1772 году академик И. Г. Георги в ходе двухлетней экспедиции вокруг Байкала первым дал описание и название источника (по реке Турке). Также он произвёл первый химический анализ минеральной воды, одобрительно отозвался об источнике и его целебных свойствах.
Началом организации курорта можно считать распоряжение иркутского губернатора от 1775 года, согласно которому на источнике была сооружена примитивная купальня, а четыре года спустя появились другие постройки. Первые наблюдения за целебным действием туркинской минеральной воды сделал в 1779 году иркутский штаб-лекарь Грунт. В 1848 году на Туркинских минеральных водах проходил лечение декабрист П. А. Муханов.
В 1901 году построена телеграфная линия Верхнеудинск — Горячинск. В 1902 году эта линия продлена до Баргузина.
Летом 1925 года по поручению Восточно-Сибирского отдела РГО В. А. Малаховский производил диалектологические исследования в Горячинске и соседних сёлах. Им было установлено, что жители деревень, в основном, говорят на средне-великорусском говоре с рядом южно-великорусских особенностей. Говор жителей Горячинска испытал сильное влияние больных и дачников, приезжающих на курорт.
К моменту образования Прибайкальского района в 1940 году в Горячинске (вместе с деревенькой Катково) насчитывалось 125 дворов и 818 жителей. В селе, помимо курорта, находился рыболовецкий колхоз имени Сталина. В марте 1941 года была установлена постоянная телефонная связь с Улан-Удэ. В годы Великой Отечественной войны Горячинский рыбопромысловый район был одним из основных добытчиков рыбы в Бурятии, поставлявший сотни тысяч центнеров байкальского омуля.

## Население
| 2002 | 2008 | 2010 |
| ---- | ---- | ---- |
| 983  | ↘951 | ↗967 |

## Инфраструктура
Сейчас в селе около 450 дворов и более одной тысячи жителей. Основное занятие населения — обслуживание туристов и отдыхающих, рыболовство. Есть средняя школа, кафе, торговый центр, магазины, фельдшерский пункт, базы отдыха различных организаций, спецбольница для больных бруцеллёзом, а также страдающих болезнями костно-двигательного аппарата, центр восточной медицины.
В январе 2023 года было подписано постановление Правительства РФ, согласно которому допускается строительство аэропорта в центральной экологической зоне Байкала. Взлетно-посадочная полоса возле села Горячинск не действует с 2001 года.

## Климат
В Горячинске континентальный климат. Благодаря влиянию Байкала, весна и осень здесь продолжительнее, зима мягче, а лето прохладнее, чем в отдалённых от озера местах.
| Показатель              | Янв.  | Фев.  | Март | Апр. | Май | Июнь | Июль | Авг. | Сен. | Окт. | Нояб. | Дек.  | Год  |
| ----------------------- | ----- | ----- | ---- | ---- | --- | ---- | ---- | ---- | ---- | ---- | ----- | ----- | ---- |
| Средняя температура, °C | −17,2 | −16,9 | −9,7 | −1,1 | 5,8 | 10,7 | 14,7 | 14,6 | 8,6  | 2,0  | −5,6  | −10,4 | −0,2 |
| Источник: World Climate |       |       |      |      |     |      |      |      |      |      |       |       |      |

## Туризм
Горячинск является одним из наиболее популярных мест летнего отдыха в Бурятии. Действует несколько баз отдыха, курорт, работают отели и кафе.

### Курорт Горячинск
Изначально курорт назывался «Туркинские минеральные источники». Курорт возобновил свою деятельность в 1925 году. В первый сезон здесь побывало около 200 человек. Основной природный лечебный фактор курорта — термальная азотная сульфатная натриевая вода с высоким содержанием кремниевой кислоты. Более 40 лет главным врачом курорта был А. Н. Шумилов.

## Галерея

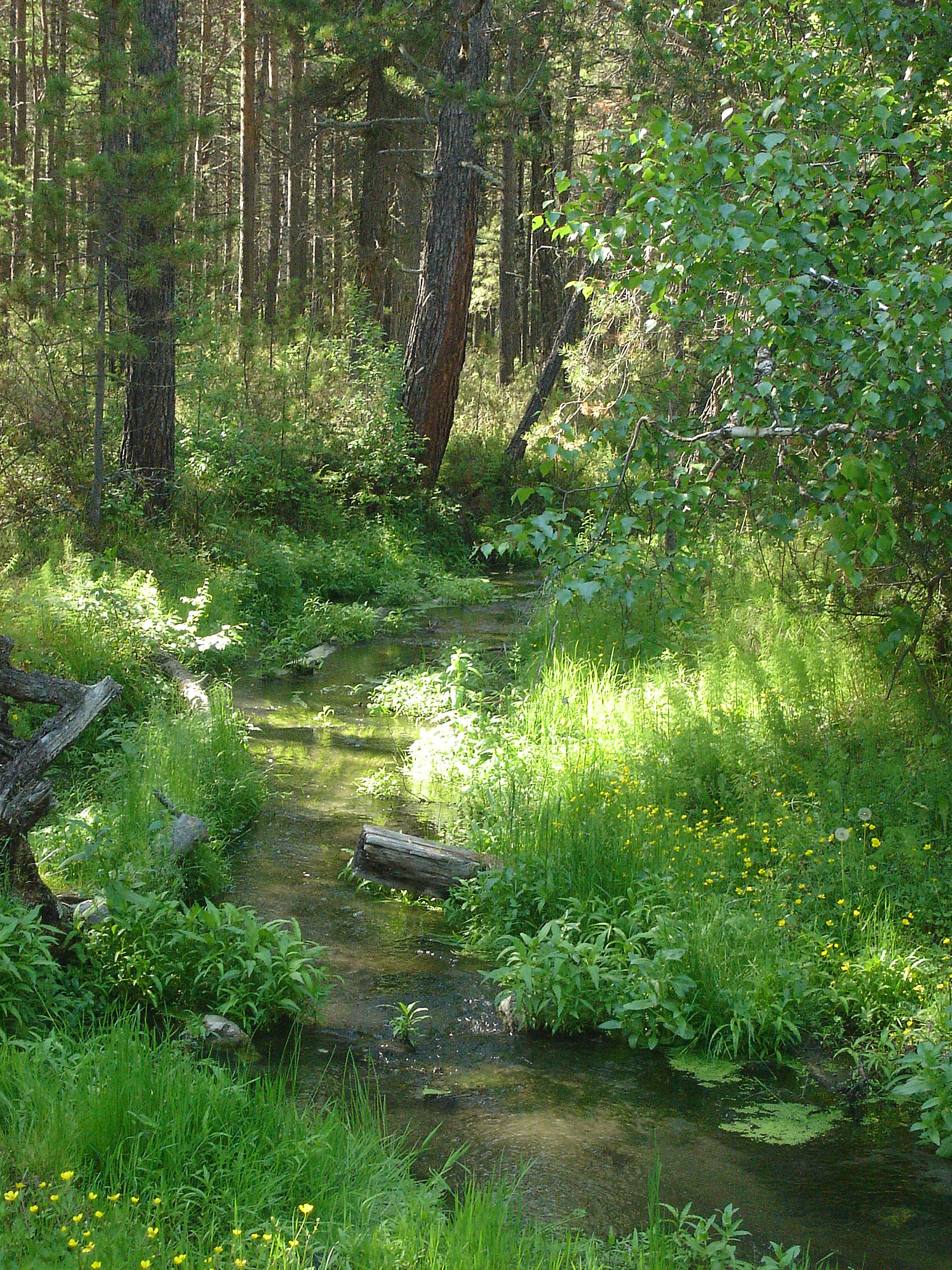
Ручей Горячий
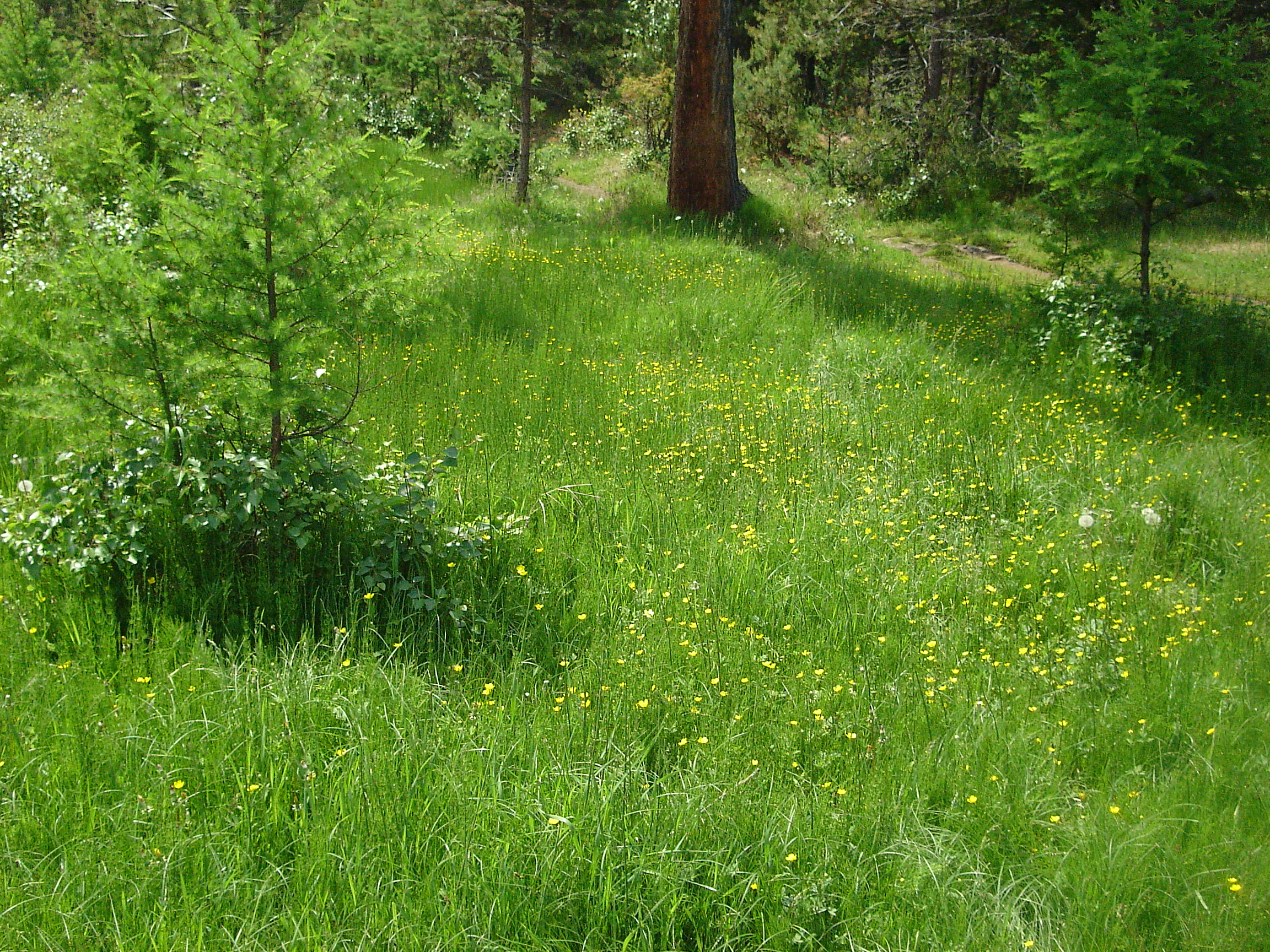
Лесная поляна
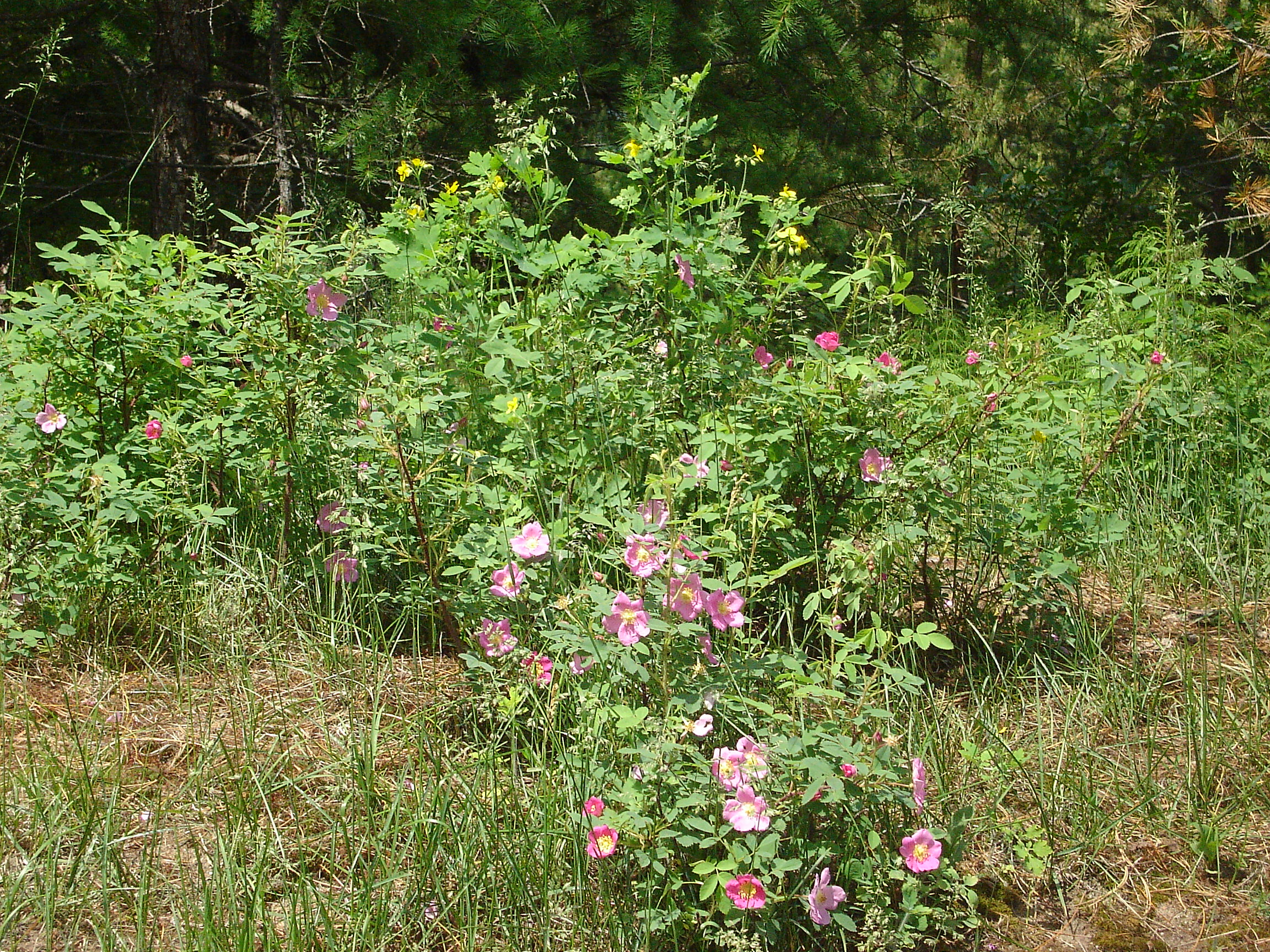
Кусты шиповника
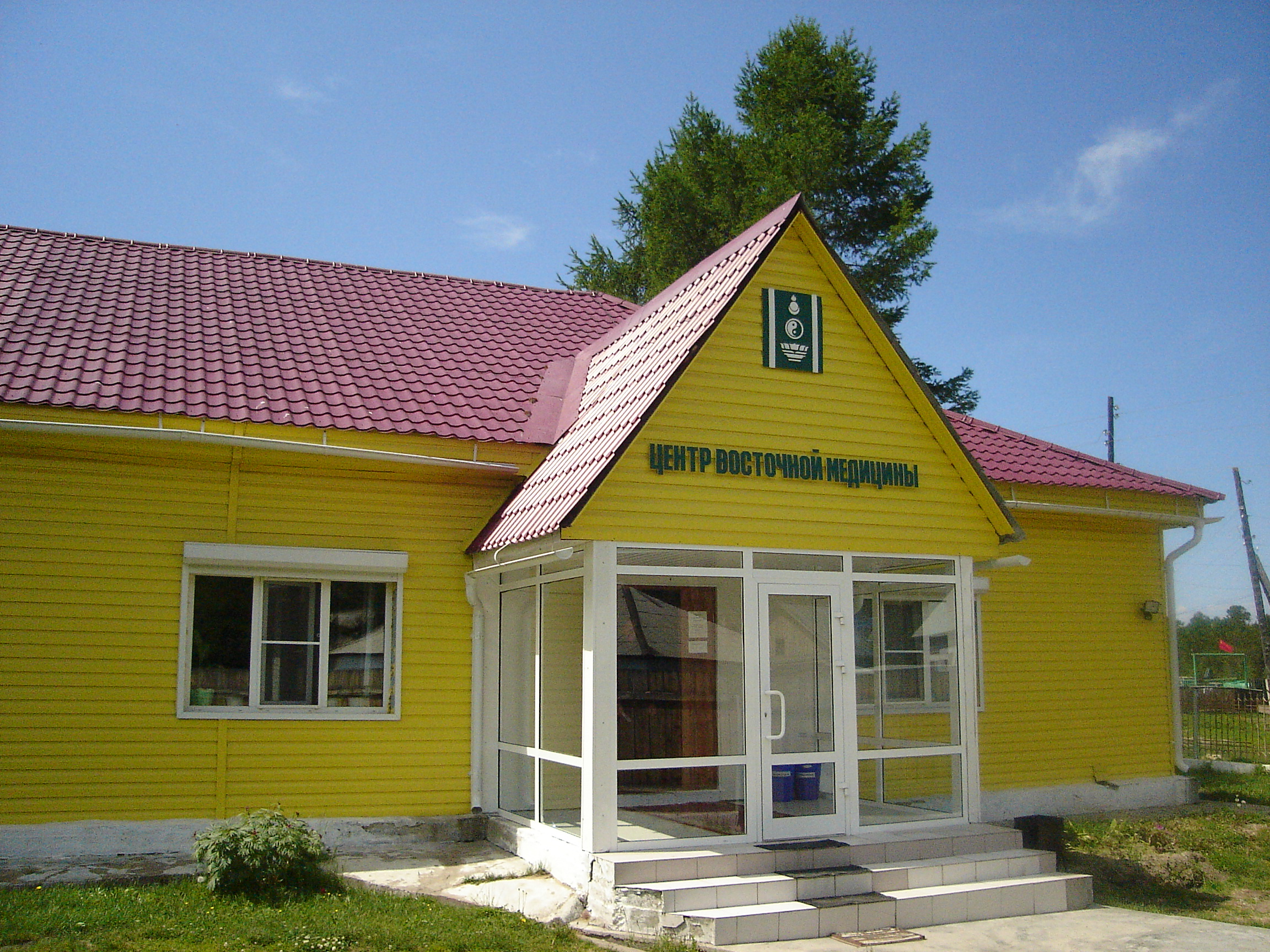
Центр восточной медицины на курорте
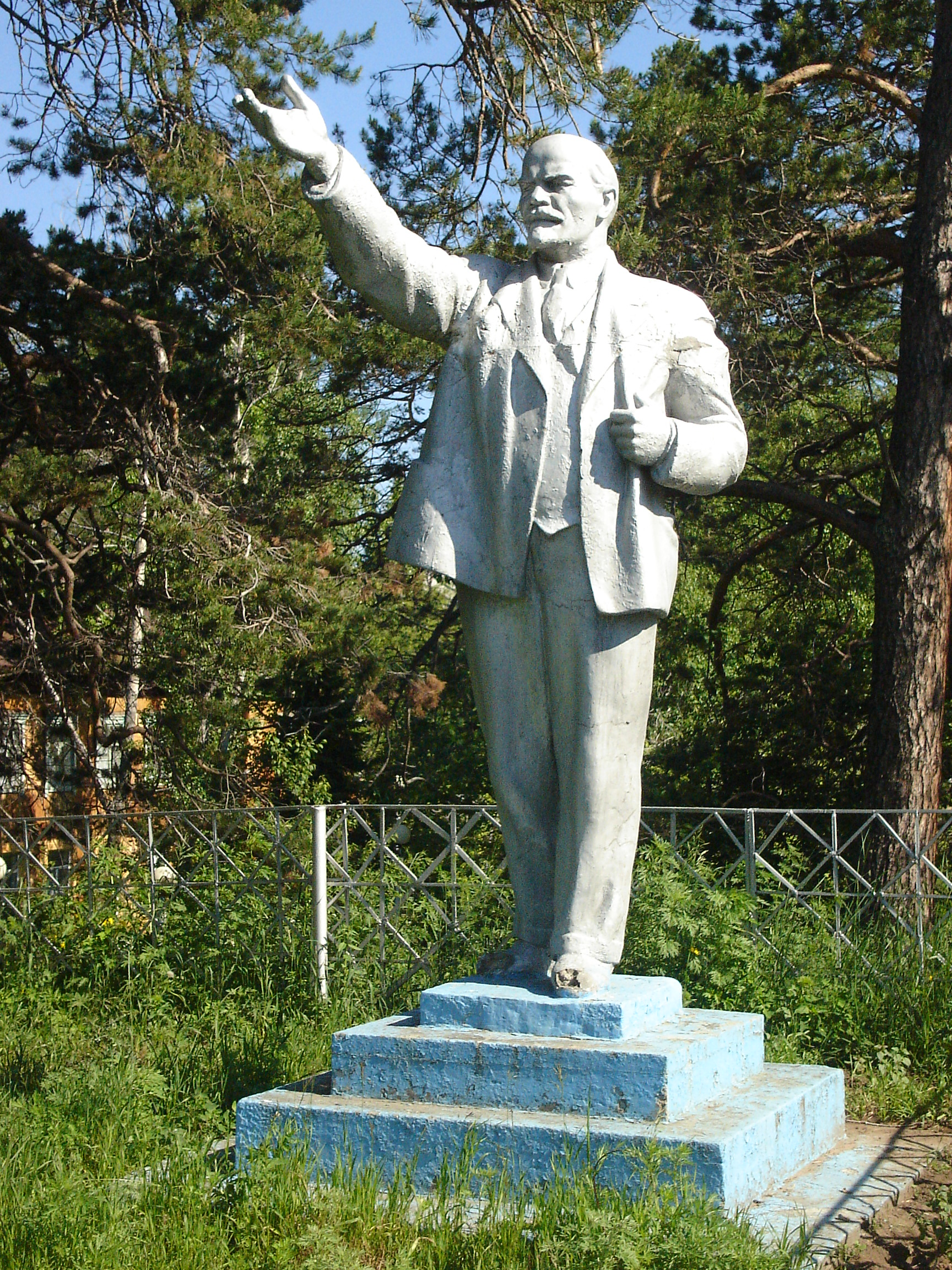
Памятник В.И. Ленину
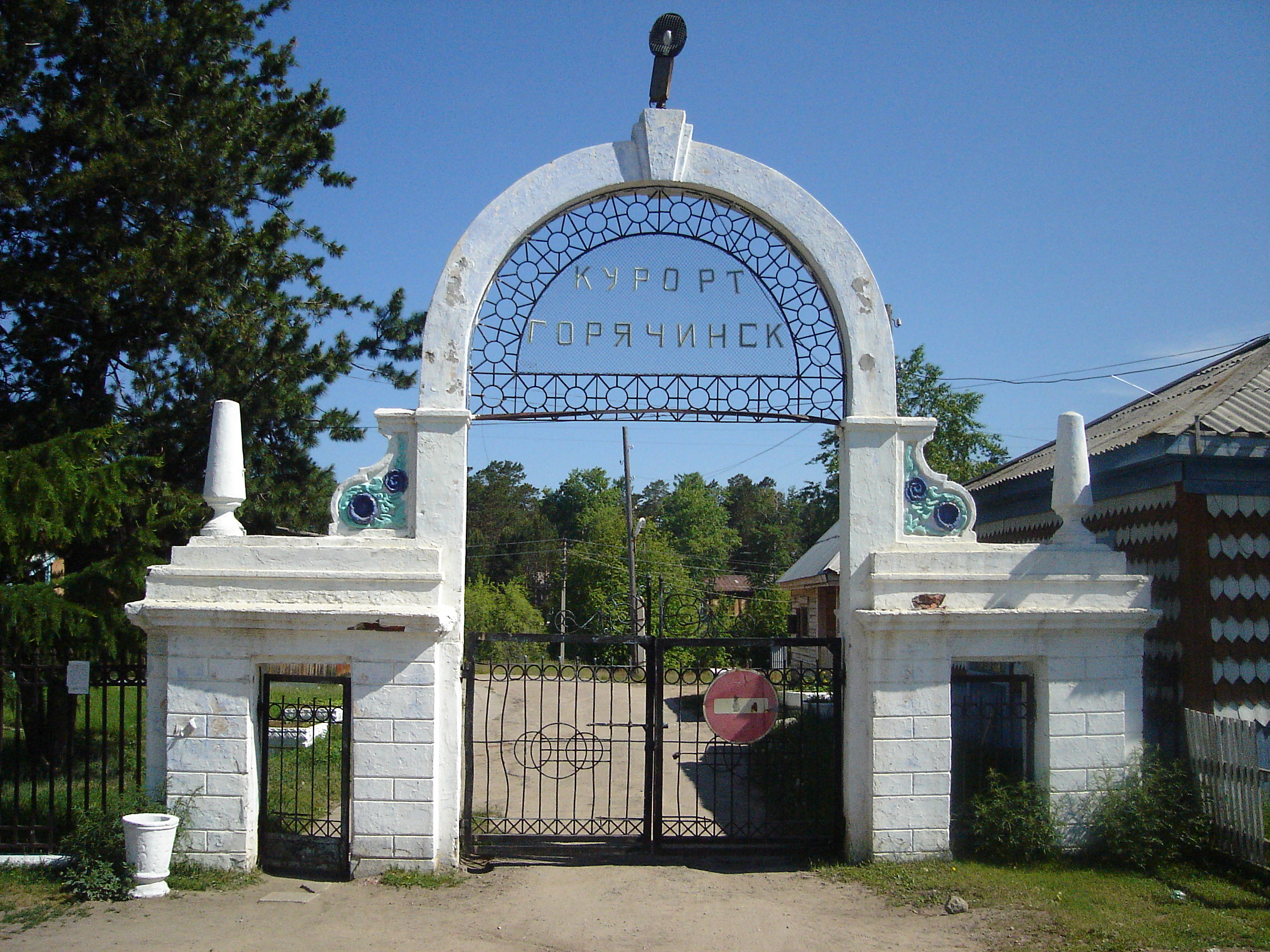
Старые курортные ворота
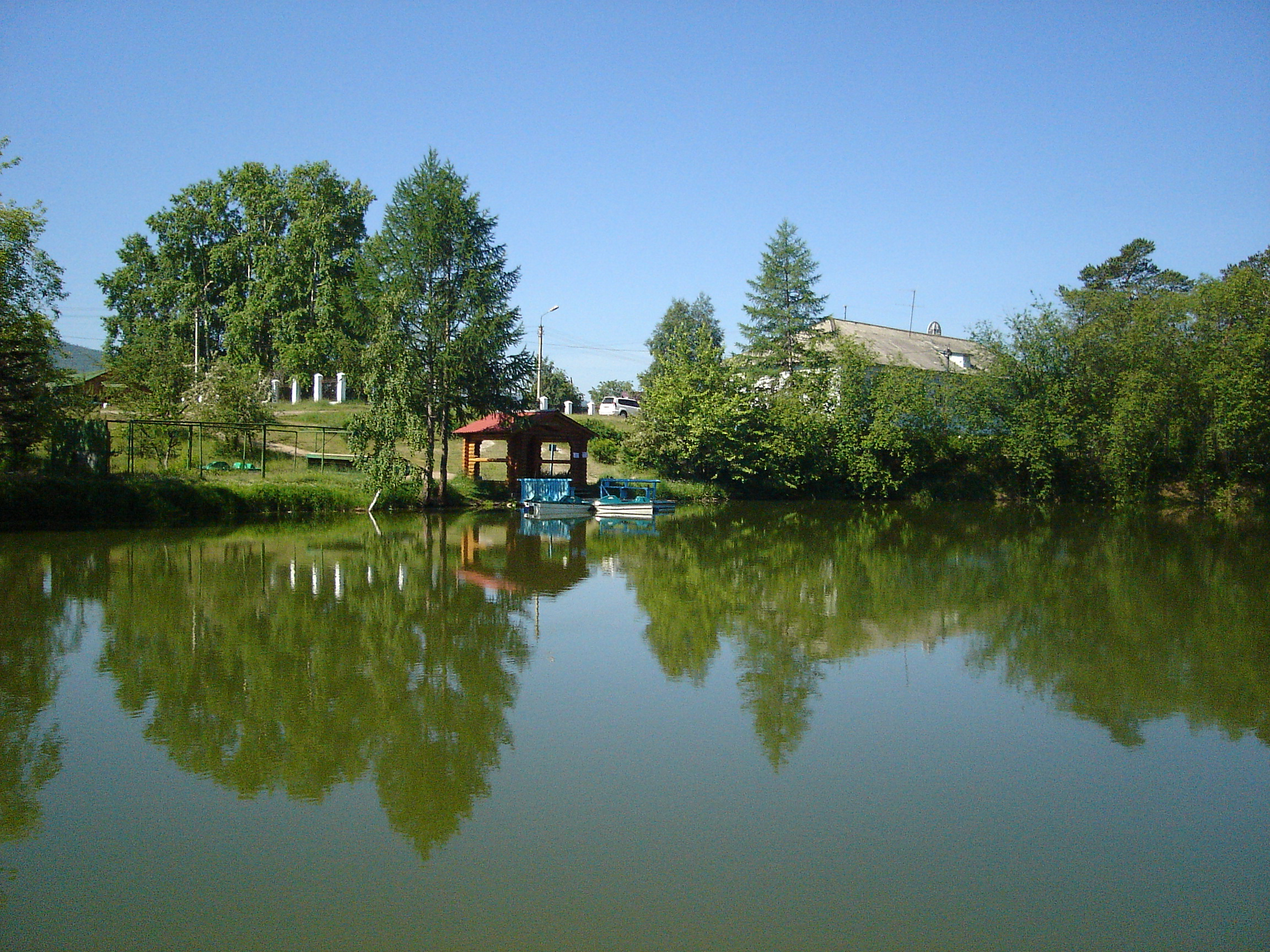
Тёплый пруд на курорте Горячинск
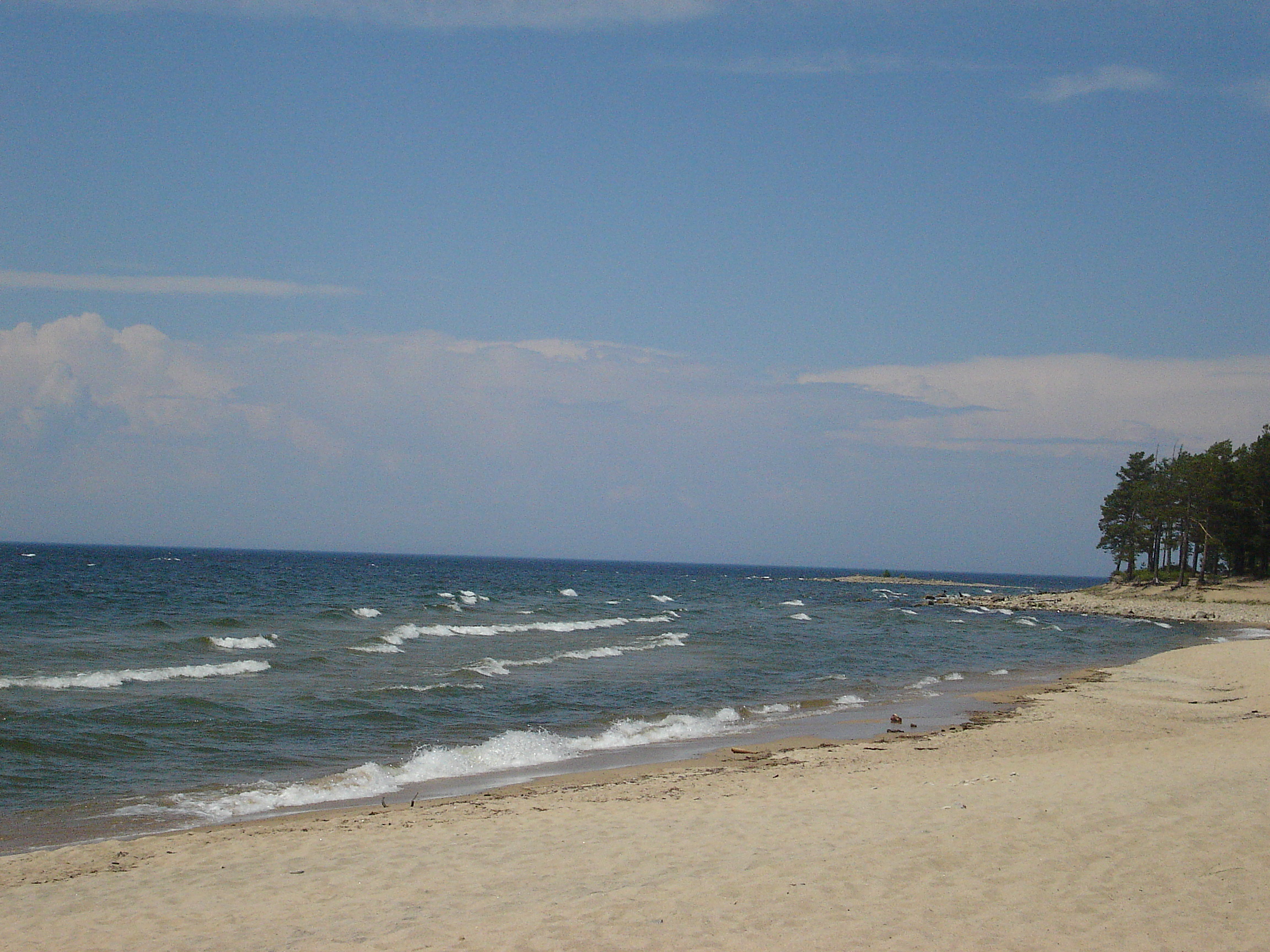
Пляж на берегу Байкала
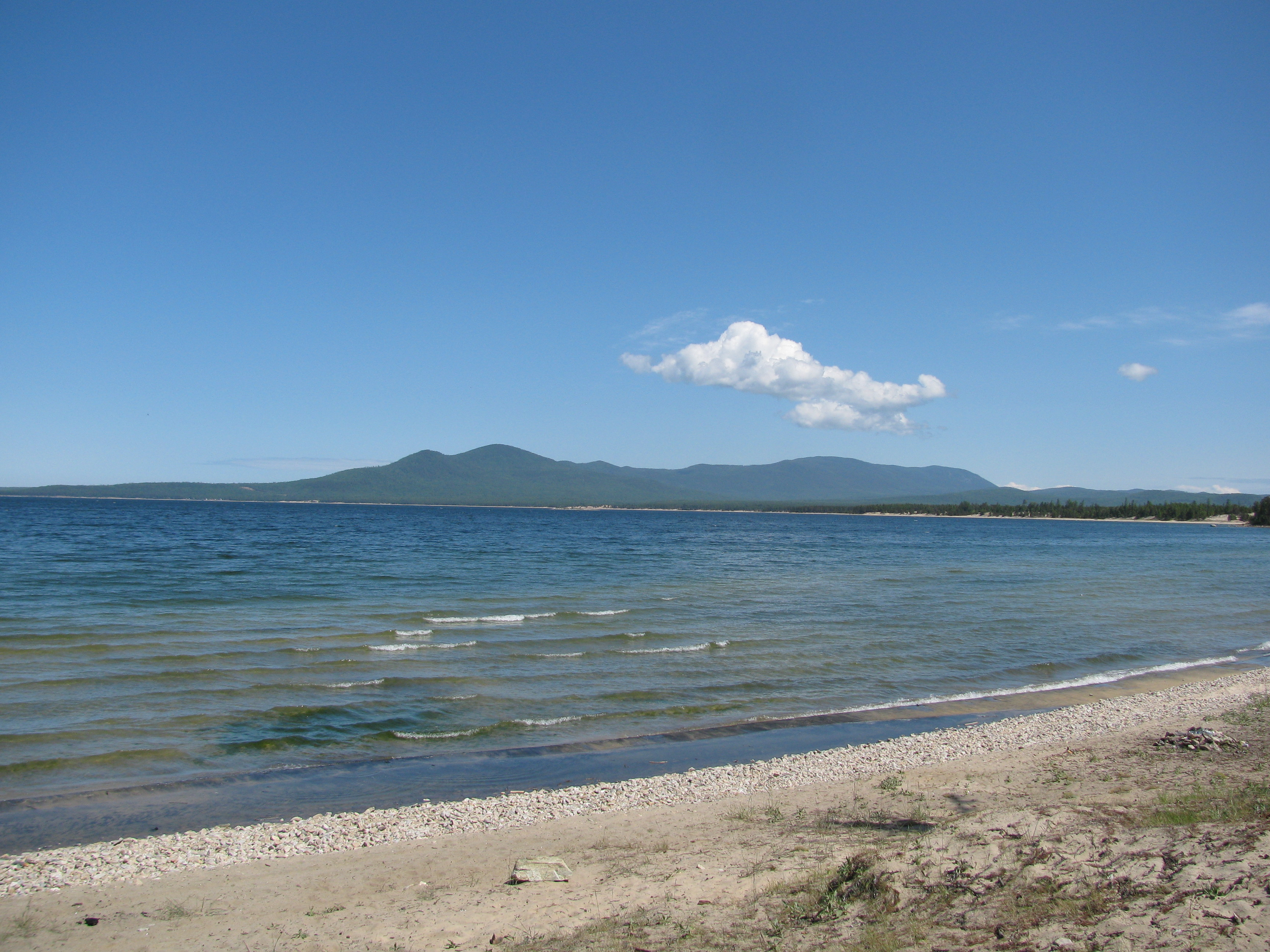
Песчаные пляжи
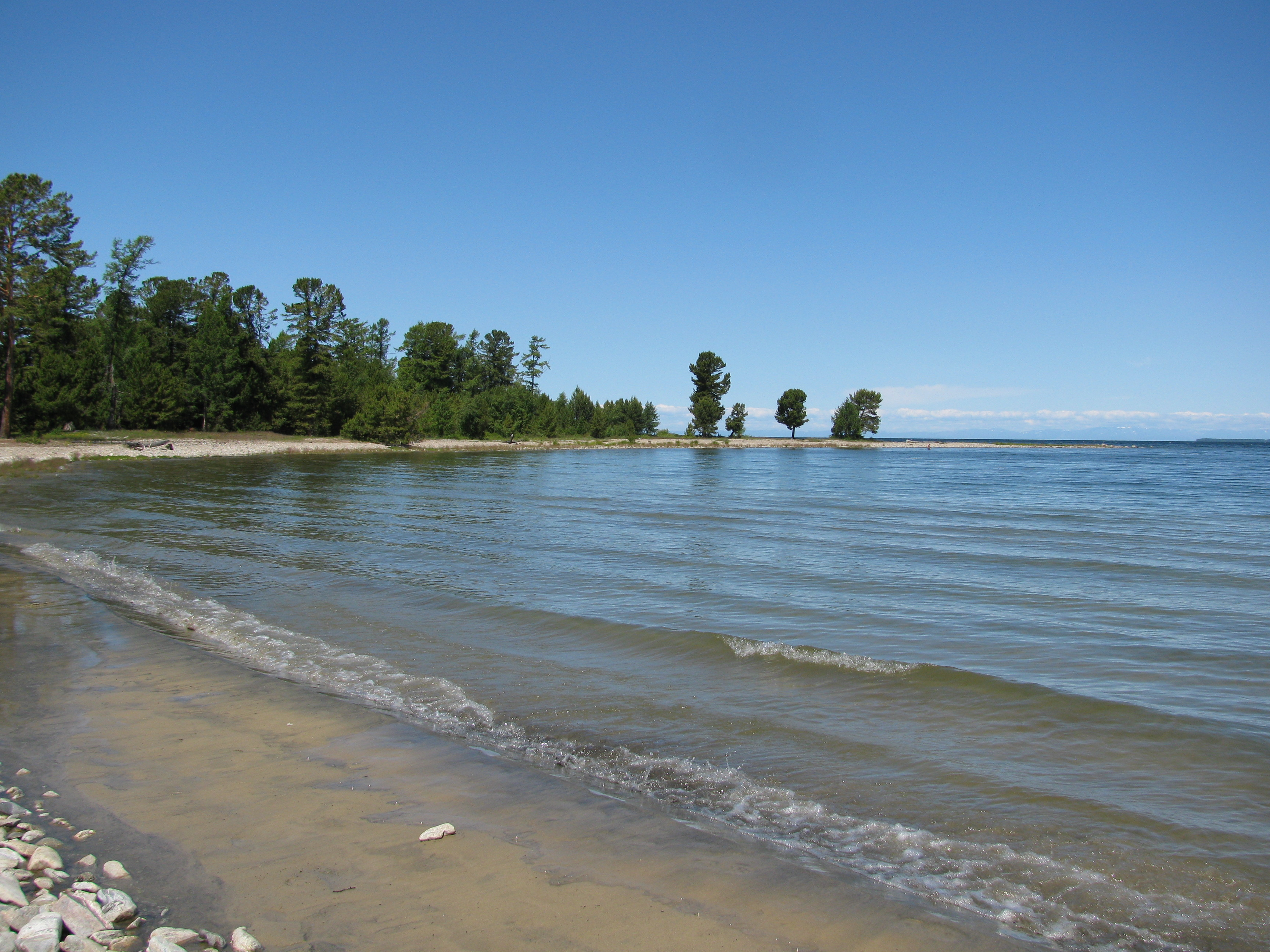
Байкальский прибой
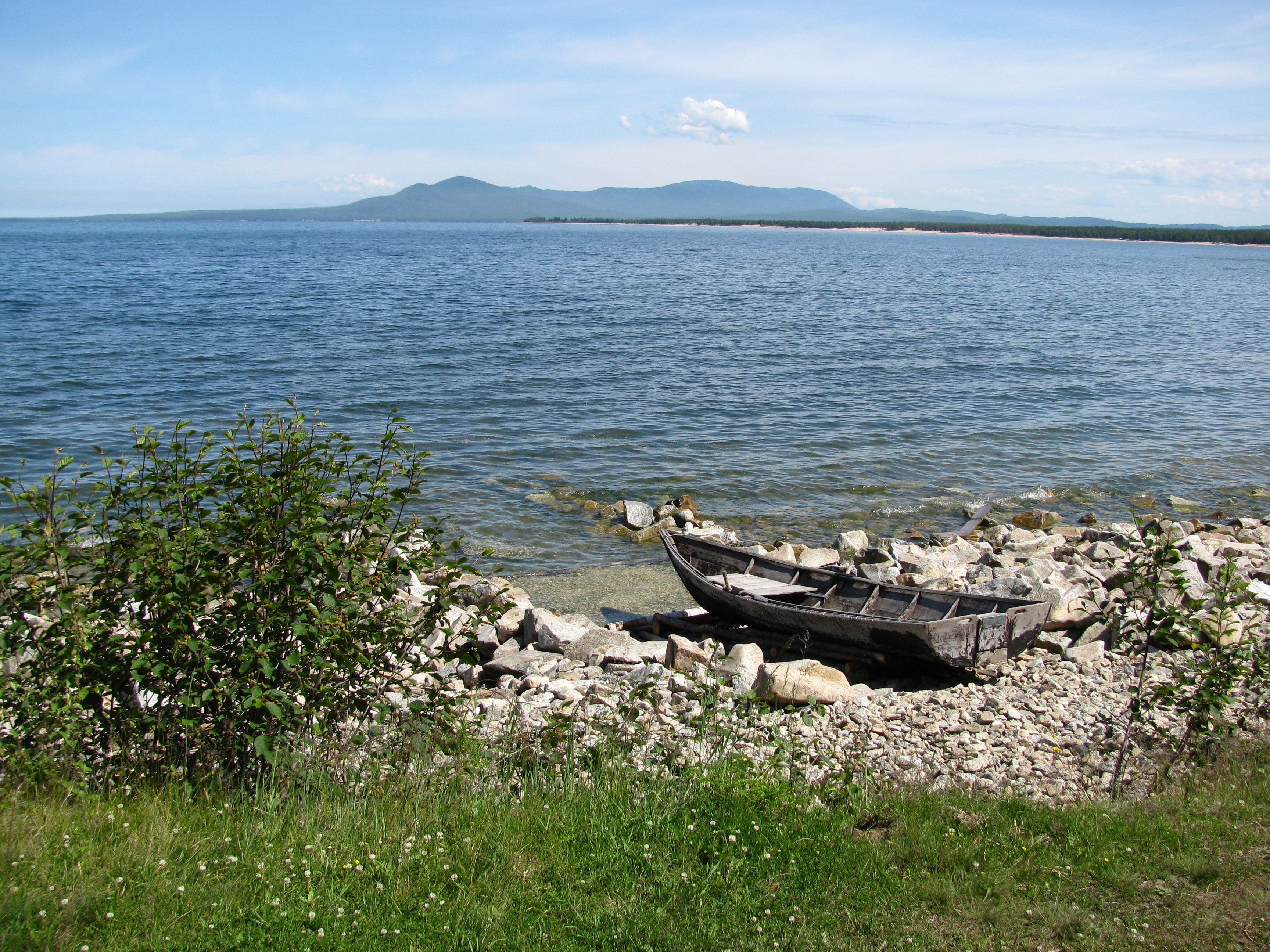
Галечные пляжи на одном из мысов
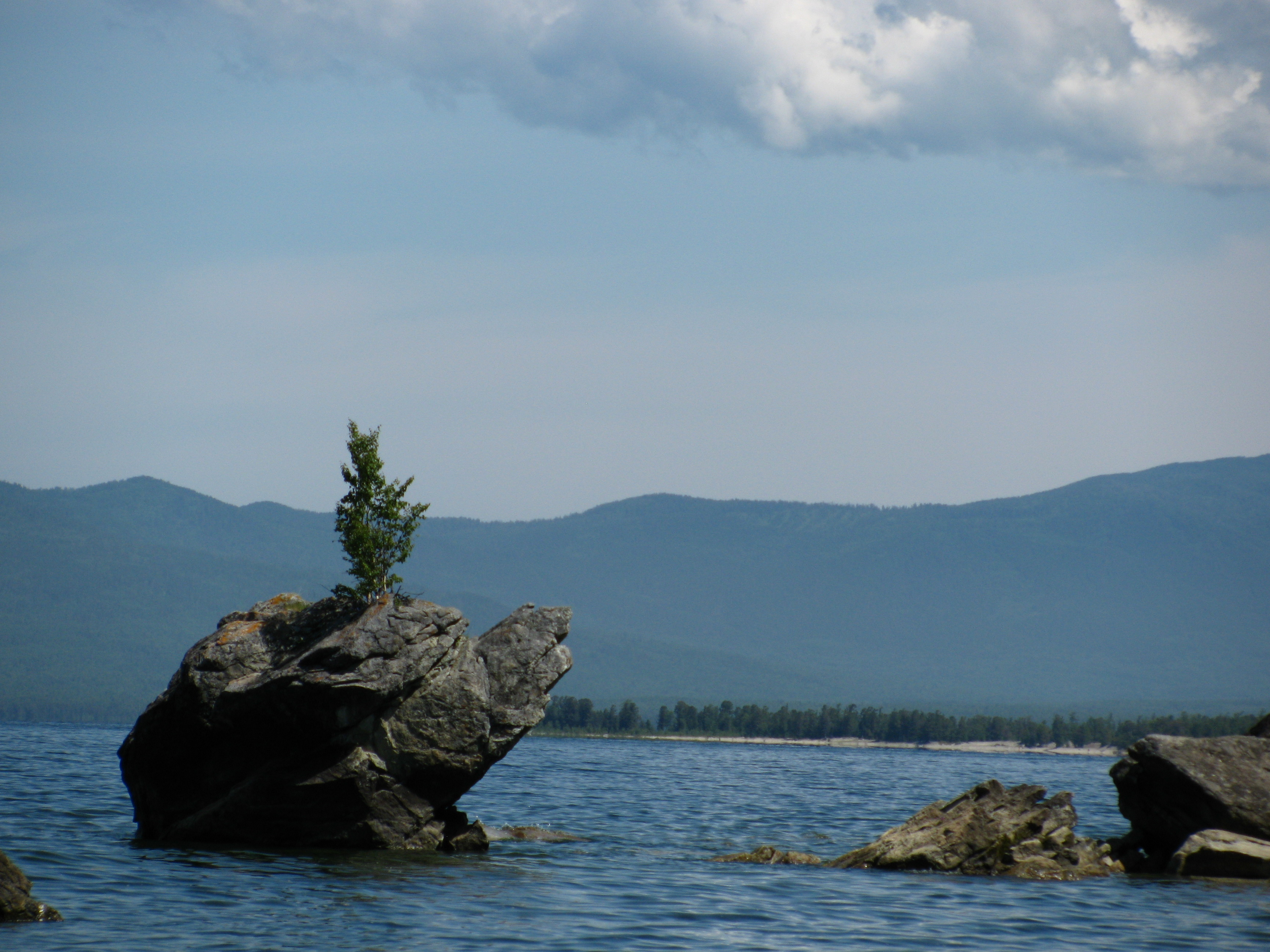
Скала Черепаха в окрестностях Горячинска
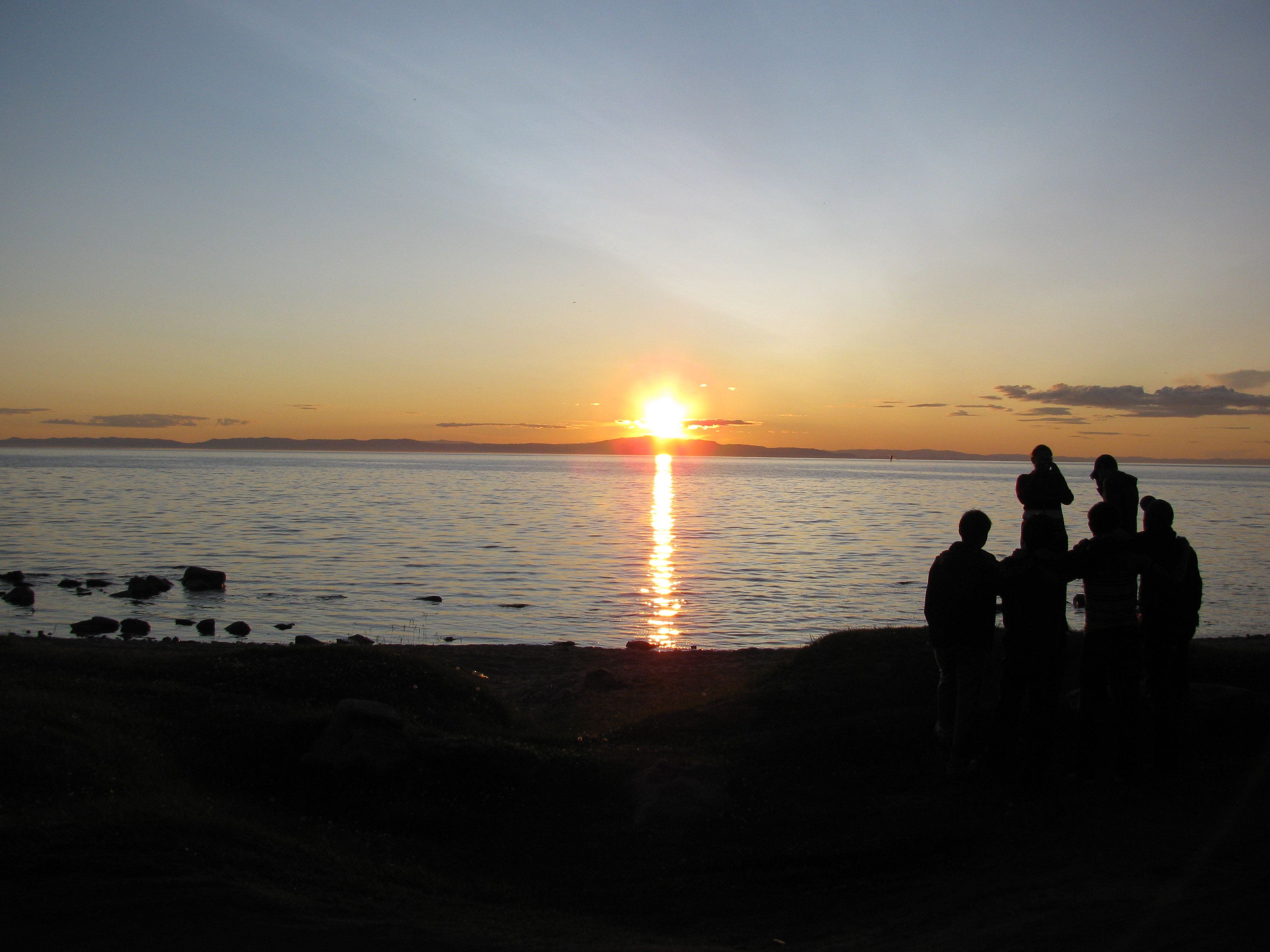
Закат на берегу Байкала